# MSCI
MSCI Inc.は、アメリカ合衆国・ニューヨークに本拠を置く、金融サービス企業。株価指数の算出や、ポートフォリオ分析など幅広いサービスを提供している。ニューヨーク証券取引所上場企業（NYSE: MSCI）。

## 沿革
1965年、ロサンゼルスを本拠とする投資顧問会社であるCapital Research and Management Company（現在のキャピタル・グループの前身）の100％子会社、キャピタル・インターナショナル社は、スイス・ジュネーヴの支社の協力のもと、Capital International Market Indices(CIMI)の名称で、アメリカ国外の市場を対象とする株価指数の算出を開始した。1985年、ジュネーヴの支社は、法人格として独立したCapital International Perspective S.A.（CIPSA）と改められ、同社が一連の指数の算出にあたることとなったが、翌1986年、モルガン・スタンレーが株価指数算出に関する権利をCIPSAから買収し、指数の名称は「MSCI」（「モルガン・スタンレー・キャピタル・インターナショナル」の頭文字に由来）を冠するものに改められた。
1998年、モルガン・スタンレーとキャピタル・グループは、両社を株主とするMorgan Stanley Capital International, Inc.をニューヨークに設立した。2004年4月、Morgan Stanley Capital International, Inc.は、Barra,Inc.の買収に伴い、社名をMSCI Barraとするが、2007年7月、モルガン・スタンレーは所有する株を売却しMSCI,Inc.として独立させることを決定、MSCIはニューヨーク証券取引所上場企業となり、2009年にモルガン・スタンレーは全ての株式を売却した。なお、モルガン・スタンレーの子会社であり名称の似たモルガン・スタンレー・キャピタル社は、MSCIとは無関係である。2010年にMSCIは RiskMetrics Group, Inc.を買収したのに加え、JPモルガン系列のMeasuriskを買収、2014年8月にはGMI Ratingsを買収した。
MSCIはアメリカ・欧州・アジアなど世界経済の主要拠点にオフィスを持ち、日本では東京（東京サンケイビル）にオフィスを持つ。

## 株価指数
MSCIの算出するインデックスは、各国の金融機関にライセンス付与の上、ETFや投資信託が世界各国で多数作られており、S&Pダウ・ジョーンズや FTSE（ロンドン）などと並び、国際的な株式投資におけるベンチマークとして広く利用されており、世界中のインデックスファンド（投資信託・ETF）で採用されている。定期のレビューが毎年2月、5月、8月、11月に公表され、その月の最終営業日終了時点で、構成銘柄の入れ替えが実施されている。
代表的な株価指数として、先進国23カ国と新興国26カ国から構成されるMSCI オールカントリーワールド インデックス（All Country World Index，ACWI）や、先進国のみで構成される MSCI ワールド インデックス（World Index）がある。日本では、MSCI ワールド インデックスから日本を除いた先進国の銘柄で構成される MSCI コクサイ インデックス （MSCI KOKUSAI INDEX）などがよく知られている。MSCI ワールド インデックスは日本株が約8%の割合で含まれているが、 MSCI コクサイ インデックスと日本の株価指数（TOPIXや日経平均株価など）を組み合わせることで日本株の比率をコントロールできる。指数は浮動株調整後時価総額加重平均を採用（市場で取引可能な時価総額で指数に採用）しており、日本を含む場合は、日本の割合もそれで決まる。
2019年末現在、このような構成になっている。
- MSCI ACWI & Frontier Markets Index (77カ国)
  - MSCI All Country World Index (49カ国)
    - MSCI World Index (先進国23カ国[注釈 1])
    - MSCI Emerging Markets Index (新興国26カ国)

  - MSCI Frontier Markets Index (フロンティア市場28カ国。新興国より投資対象として劣ると判断される国[16]）

### 過去の利回り
2019年末の各指数の過去10年、30年、50年の分配金を加えた（グロス）米ドル建ての利回りは以下の通り。MSCI は配当課税が無い場合のグロスと、配当課税が最大の国の場合のネットを公表していて、日本の課税はこの中間にある。例えば KOKUSAI の10年のネットは年利9.75%。
| 指数    | 10年     | 10年   | 30年      | 30年   | 50年       | 50年   |
| 指数    | 倍率     | 年利   | 倍率      | 年利   | 倍率       | 年利   |
| ------- | -------- | ------ | --------- | ------ | ---------- | ------ |
| ACWI    | 2.4490倍 | 9.37%  | 8.0965倍  | 7.22%  | N/A        | N/A    |
| World   | 2.6131倍 | 10.08% | 8.6805倍  | 7.47%  | 99.7903倍  | 9.64%  |
| KOKUSAI | 2.6890倍 | 10.40% | 13.2734倍 | 9.00%  | 118.9521倍 | 10.03% |
| Europe  | 1.7572倍 | 5.80%  | 8.6598倍  | 7.46%  | 107.4698倍 | 9.81%  |
| USA     | 3.5623倍 | 13.55% | 17.8336倍 | 10.08% | 135.9962倍 | 10.32% |
| Japan   | 1.9428倍 | 6.87%  | 1.2636倍  | 0.78%  | 77.9258倍  | 9.10%  |

2019年末の米ドル/円の為替レートの利回りは以下の通り。上記の米ドル建ての年利を円建ての年利に変換する場合は下記の年利を加算すれば良い。
| 通貨    | 10年     | 10年  | 30年     | 30年   | 50年     | 50年   |
| 通貨    | 倍率     | 年利  | 倍率     | 年利   | 倍率     | 年利   |
| ------- | -------- | ----- | -------- | ------ | -------- | ------ |
| USD/JPY | 1.1676倍 | 1.56% | 0.7548倍 | -0.93% | 0.3017倍 | -2.37% |

### 投資信託とETF
投資信託は無数にあり、証券会社や銀行などで購入できる。
ETFは、東京証券取引所には主な物として下記が上場している。多数上場しており、下記に上げていない物も多数ある。
| 指数             | 名称                                                          | 証券コード |
| ---------------- | ------------------------------------------------------------- | ---------- |
| ACWI             | MAXIS 全世界株式（オール・カントリー）上場投信                | 2559       |
| ACWI 除く日本    | 上場インデックスファンド世界株式（MSCI ACWI）除く日本         | 1554       |
| World            | UBS ETF 先進国株（MSCIワールド）                              | 1394       |
| KOKUSAI          | MAXIS 海外株式（MSCIコクサイ）上場投信                        | 1550       |
| KOKUSAI          | 上場インデックスファンド海外先進国株式（MSCI-KOKUSAI）        | 1680       |
| KOKUSAI          | NEXT FUNDS 外国株式・MSCI-KOKUSAI指数（為替ヘッジなし）連動型 | 2513       |
| KOKUSAI          | NEXT FUNDS 外国株式・MSCI-KOKUSAI指数（為替ヘッジあり）連動型 | 2514       |
| Emerging Markets | 上場インデックスファンド海外新興国株式（MSCIエマージング）    | 1681       |